# Себитуане
Себитуа́не (Себетване, ум. 1851) — вождь южноафриканского народа макололо, основатель государства Макололо, находившегося в XIX веке на территории современных Намибии, Замбии, Зимбабве и Ботсваны.

## Биография
Себитуане принадлежал к племени макололо, которое являлось одним из кланов народа басуто. Его родина лежала на территории современной ЮАР, у западного подножья Драконовых гор. Когда народы, приведённые в движение зулусскими войнами, стали теснить макололо, Себитуане возглавил их переселение на север, в верховья реки Замбези. Здесь он столкнулся с воинственным народом матабеле, которое возглавлял вождь Моселекатсе. Матабеле изгнали макололо с плодородных пастбищ Замбези, и им пришлось переселиться в долину Баротсе.
Под руководством Себитуане макололо подчинили своей власти баротсе и другие земледельческие народы долины, создав около 1845 года феодальное государство, в котором они составили сословие военной аристократии. Себитуане стал первым правителем этого государства, пользовавшимся властью абсолютного монарха. Столицей государства было селение Линьянти. Себитуане собирал дань с покорённых народов и распределял её между своими приближёнными. Он стремился поддерживать отношения с европейцами и дружелюбно принял миссию Д. Ливингстона, который оставил о нём тёплые воспоминания. Правитель скончался в 1851 году от воспаления лёгких, передав власть своим наследникам.

## Личность
Себитуане производил сильное впечатление на современников. Ливингстон считал его самым выдающимся из вождей, которых когда-либо знал. На вид ему было около 45 лет, он имел высокий рост и царственную осанку. Он был бесстрашным воином, одерживавшим победы в самых опасных сражениях. В отличие от многих других вождей, Себитуане лично предводительствовал своими воинами. Тех, кто проявлял трусость и бежал с поля боя, правитель казнил собственной рукой. В военных кампаниях он проявлял хитрость и терпение, изматывая более сильного противника.
Как правитель, он отличался щедростью и великодушием и старался относиться к своим подданным как отец к детям. Он умел завоевать доверие людей и пользовался среди них огромной популярностью. Даже покорённые им племена вспоминали о нём с уважением. Себитуане был харизматическим лидером, власть которого держалась не столько на оружии, сколько на его личном влиянии. После его смерти это влияние сошло на нет, и в 1865 году государство макололо погибло в результате восстания.